# 巴比·巴达洛夫
巴比·巴达洛夫出生于1959年6月18日，是一名阿塞拜疆视觉艺术家与诗人。

## 生涯与作品
巴比·巴达洛夫出生于阿塞拜疆塔雷什地区伊朗边境附近的小镇列里克，原名巴巴罕·巴达洛夫，父亲是阿塞拜疆族人，母亲是塔雷什人。在苏联军队服役两年后，他于1980年搬到列宁格勒（圣彼得堡），并迅速成为一名地下艺术家先驱和非官方艺术家团体“实验视觉艺术协会” (TEII) 的成员。巴达洛夫与该团体一起参加了俄罗斯和其他国家的众多艺术展。在1980年代后期，他结识了“新艺术家团体”的成员，艺术家瓦迪姆·奥夫钦尼科夫和铁木尔·诺维科夫，并参与了他们的各种项目和艺术活动。巴达洛夫通过藝術品、绘画、裝置藝術和表演等不同方式来进行自我表现，也参与了前卫艺术家、俄罗斯导演叶夫根尼·康德拉季耶夫的电影拍摄。
除了视觉艺术方面，巴达洛夫在文学方面也有实验性工作。他撰写了融合多文化语言和心理的晦涩诗歌，并在俄语诗歌比赛“普希金斯卡娅10”中获奖，而俄语并非他的母语。
1990年代后期，由于“官方”另类艺术中心对艺术家工作室和独立创作人的挤压，巴达洛夫离开圣彼得堡艺术界回到阿塞拜疆。如今，巴达洛夫继续在世界各地开办展览。他通过造型艺术创作了一些生态艺术品，在语言学方面也有造诣，并一直尝试发掘新的灵感。
2007年，莫斯科的艺术评论家和展览策划者维克多·米西亚诺邀请巴达洛夫参加多个展览，展示他的视听项目。
2010年，他参加了在西班牙穆尔西亚大区卡塔赫纳举行的Manifesta 8、在法国巴黎现代艺术博物馆举行的“守望者、说谎者和梦想家”艺术展、和在安特卫普当代艺术博物馆举行的“孤独顶峰（LATT）: 全欧洲#5”。
2011 年，巴达洛夫因同性恋而受到荣誉谋杀的威胁，因而离开阿塞拜疆，获得法国庇护。
2019年，他的作品在第比利斯实验艺术开放空间群展“欧罗巴酒店：他们的过去，你的现在，我们的未来”以及布鲁塞尔愛馬仕基金会举办的“灵魂动员”和乌特勒支卡斯科艺术学院的“石头好像会说话（沉默是公共资源）”两次个展中展出。